# Terrence Roberts

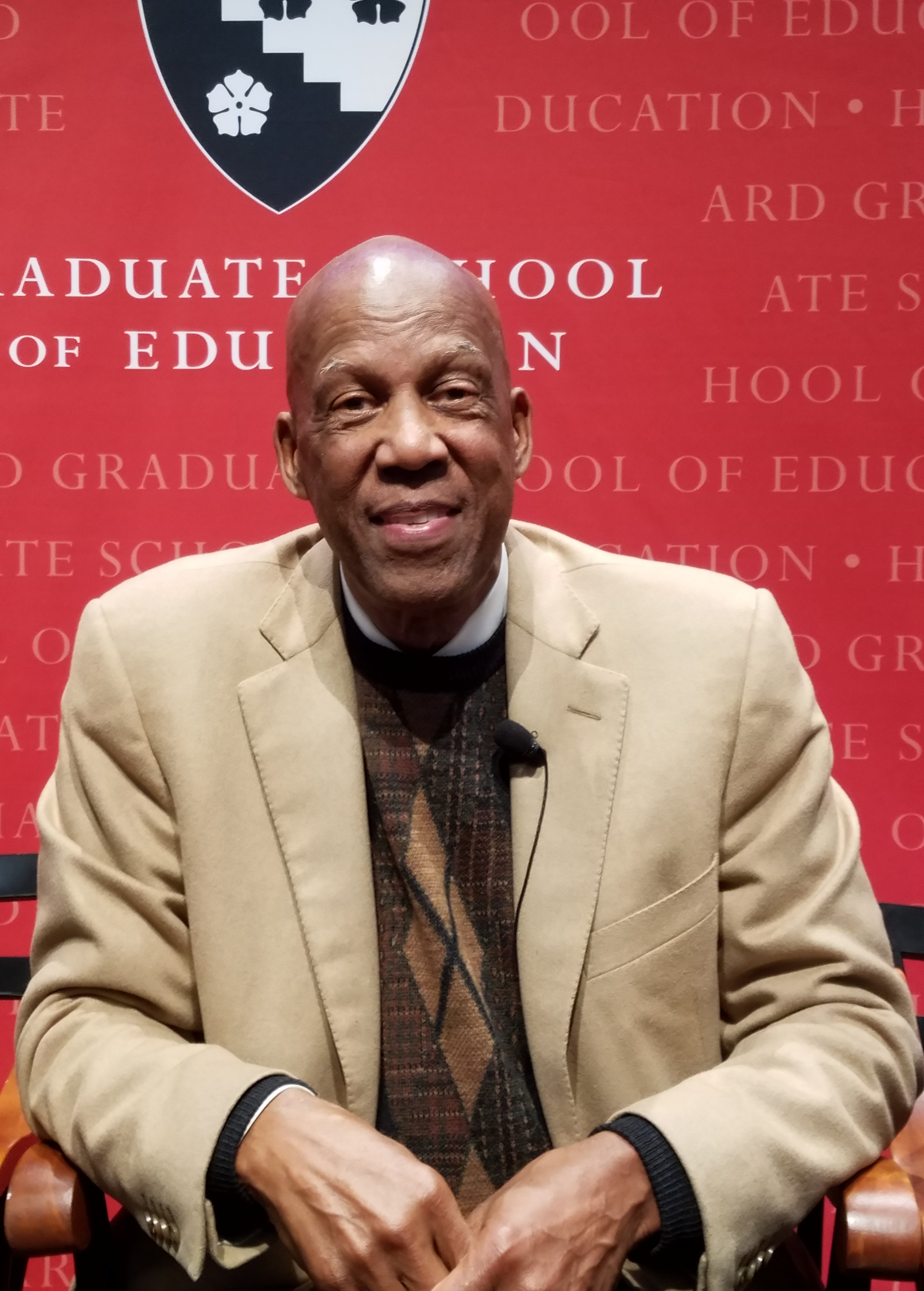
Terrence Roberts (2018)

Terrence Roberts (* 3. Dezember 1941 in Little Rock) ist ein US-amerikanischer Autor und Bürgerrechtler. Bekannt wurde er als einer der Little Rock Nine.

## Leben
Roberts war der Sohn von William Roberts und dessen Frau Margaret Roberts.
Roberts durfte gemäß der Jim-Crow-Gesetzgebung nur Schulen für schwarze Schüler besuchen, die oft deutlich schlechter ausgestattet waren als die für weiße Schüler. Auch nachdem der Oberste Gerichtshof im Fall Brown v. Board of Education geurteilt hatte, dass die Rassentrennung an Schulen verfassungswidrig sei, ging die Desegregation nur schleppend voran. Erst 1957 ermöglichte ein Beschluss des Bezirksgerichts Roberts und acht weiteren Schülern – bald bekannt als die Little Rock Nine – den Besuch der vormals weißen Little Rock Central High School. Trotz der richterlichen Anordnung versuchten rassistisch motivierte Demonstranten und die vom Gouverneur Orval Faubus entsandte Arkansas National Guard die Integration der Central High School zu verhindern. Der Präsident Dwight D. Eisenhower musste zum Schutz der neun Jugendlichen Soldaten der 101st Airborne Division nach Little Rock entsenden und die Arkansas National Guard unter Bundeskommando stellen. Nachdem die Central High School im folgenden Jahr geschlossen worden war, machte Roberts seinen Schulabschluss in Los Angeles.
Er studierte daraufhin an der California State University, Los Angeles, erhielt 1967 seinen Bachelor of Arts in Soziologie und 1970 seinen Master of Science im Fach Social Welfare. 1976 wurde er an der Southern Illinois University Carbondale in Psychologie promoviert. Er lehrte an der Antioch University Los Angeles Psychologie. Er arbeitete als Psychologe und Unternehmensberater und hat zwei Bücher veröffentlicht.
Roberts wurde wie die anderen Little Rock Nine für seinen Einsatz für die Bürgerrechtsbewegung vielfach geehrt. 1958 wurden die Little Rock Nine gemeinsam mit einer ihrer wichtigsten Helferinnen, Daisy Bates, mit der Spingarn Medal ausgezeichnet. Präsident Bill Clinton ehrte die Little Rock Nine 1999 mit der Congressional Gold Medal.

## Schriften
- Lessons from Little Rock. Butler Center Books, Little Rock 2009.
- Simple Not Easy: Reflections on Community Social Responsibility and Tolerance. Parkhurst Brothers, Little Rock 2010.